# Weiterbeschäftigungsanspruch
Ein Weiterbeschäftigungsanspruch ist ein Anspruch eines Arbeitnehmers, der mit seinem Arbeitgeber über das Arbeitsverhältnis im Streit steht, auf Weiterbeschäftigung bis zur Klärung des Bestehens oder Nichtbestehens des Arbeitsverhältnisses. Man unterscheidet den individualarbeitsrechtlichen und den kollektivarbeitsrechtlichen Weiterbeschäftigungsanspruch.

## Individualarbeitsrechtlicher Weiterbeschäftigungsanspruch
Rechtsgrundlage des individualarbeitsrechtlichen Weiterbeschäftigungsanspruch sind § 611a, § 613 Satz 1, § 242 BGB i. V. m. Art. 2 Abs. 1, Art. 1 Abs. 1 GG. § 242 BGB dient als Einfallstor der mittelbaren Drittwirkung der Grundrechte zwischen Privaten. Obgleich es keine spezialgesetzliche Regelung gibt, entwickelte sich dieser Anspruch aufgrund der Erkenntnis, dass jeder Arbeitnehmer das Recht hat, während des Prozesses weiterbeschäftigt zu werden, da ihm sonst Vermögensnachteile drohen.
Ob der Anspruch tatsächlich besteht, muss durch Abwägung ermittelt werden. Hierbei werden das Weiterschäftigungsinteresse des Arbeitnehmers und das Interesse des Arbeitgebers gegeneinander abgewogen. Grundsätzlich überwiegt das Interesse des Arbeitgebers, jedoch hat die Rechtsprechung Fallgruppen gebildet, bei denen das Interesse des Arbeitnehmers regelmäßig überwiegt:
- evidente Unwirksamkeit der Kündigung, z. B. bei Nichtanhörung des Betriebsrates (bzw. im öffentlichen Dienst des Personalrates);
- besonderes Beschäftigungsinteresse, z. B. bei laufender Fortbildung des Arbeitnehmers;
- obsiegendes Urteil im Verfahren bzgl. des Bestandes des Arbeitsverhältnisses.

## Kollektivrechtlicher Weiterbeschäftigungsanspruch
Der kollektivrechtliche Weiterbeschäftigungsanspruch findet seine Rechtsgrundlage in § 102 Abs. 5 Satz 1 BetrVG. Voraussetzung ist, dass der Betriebsrat bei der Anhörung über die Kündigung dieser widersprochen und der Arbeitnehmer Kündigungsschutzklage erhoben hat und es sich nicht um eine außerordentliche Kündigung i. S. d. § 626 BGB handelt. Zudem muss der Arbeitnehmer für die Geltendmachung der Weiterbeschäftigung nach § 102 V BetrVG zusätzlich sein Weiterbeschäftigungsverlangen darlegen. Im öffentlichen Dienst gelten Parallelbestimmungen des jeweiligen Personalvertretungsgesetzes, z. B. im Bundesdienst § 85  BPersVG.
Nach § 102 Abs. 5 Satz 2 BetrVG kann der Arbeitgeber unter gewissen Umständen von der Verpflichtung zur Weiterbeschäftigung des Arbeitnehmers entbunden werden. Dies geschieht auf Antrag des Arbeitgebers. Dabei ist es erforderlich, dass der Arbeitgeber einen, der in § 102 Abs. 5 Satz 2 BetrVG genannten Gründe, geltend macht.